# Acanthermia subclara
Acanthermia subclara är en fjärilsart som beskrevs av William Schaus 1911. Acanthermia subclara ingår i släktet Acanthermia och familjen nattflyn. Inga underarter finns listade i Catalogue of Life.